# Pweto
Pweto este un oraș în  provincia Katanga, Republica Democrată Congo. În 2012 avea o populație de 26 070 de locuitori, iar în 2004 avea 22 121.